# قاچاق (فیلم ۲۰۱۲)
قاچاق (انگلیسی: Contraband) فیلمی در ژانر اکشن و مهیج به کارگردانی بالتاسار کورماکور است که در سال ۲۰۱۲ منتشر شد.

## بازیگران
- مارک والبرگ
- کیت بکینسیل
- بن فاستر
- جووانی ریبیسی
- جی.کی. سیمونز
- لوکاس هاس
- کلب لندری جونز
- دیه‌گو لونا
- رابرت والبرگ
- دیوید اوهارا